# Temnothorax liviae
Temnothorax liviae is een mierensoort uit de onderfamilie van de Myrmicinae. De wetenschappelijke naam van de soort is voor het eerst geldig gepubliceerd in 2011 door Agosti & Collingwood.